# Atletism la Jocurile Olimpice de vară din 2024 - 4x100 m (feminin)
Proba de atletism 4x100 m feminin de la Jocurile Olimpice de vară din 2024 a avut loc în perioada 8 - 9 august 2024 pe Stade de France.

## Recorduri
Înaintea acestei competiții, recordurile mondiale și olimpice erau următoarele:
| Record  | Atlet                                                                                      | Timp  | Loc                    | Data           |
| ------- | ------------------------------------------------------------------------------------------ | ----- | ---------------------- | -------------- |
| Mondial | Statele Unite ale Americii (Tianna Madison, Allyson Felix, Bianca Knight, Carmelita Jeter) | 40,82 | Londra, Marea Britanie | 10 august 2012 |
| Olimpic | Statele Unite ale Americii (Tianna Madison, Allyson Felix, Bianca Knight, Carmelita Jeter) | 40,82 | Londra, Marea Britanie | 10 august 2012 |

## Program
Orele sunt ora Franței (UTC+1) 
| Data                  | Oră   | Etapă      |
| --------------------- | ----- | ---------- |
| Joi, 8 august 2024    | 11:10 | Primul tur |
| Vineri, 9 august 2024 | 19:30 | Finala     |

## Rezultate

### Primul tur
S-au calificat în finală primele trei echipe din fiecare serie (C) și următoarele două echipe cu cel mai bun timp (c).

#### Seria 1
| Loc | Culoar | Țară                       | Atleți                                                                          | Reacție la start | Timp  | Note  |
| --- | ------ | -------------------------- | ------------------------------------------------------------------------------- | ---------------- | ----- | ----- |
| 1   | 6      | Statele Unite ale Americii | Melissa Jefferson, Twanisha Terry, Gabrielle Thomas, Sha'Carri Richardson       | 0,144            | 41,94 | C     |
| 2   | 7      | Germania                   | Sophia Junk, Lisa Mayer, Gina Lückenkemper, Rebekka Haase                       | 0,152            | 42,15 | C, SB |
| 3   | 2      | Elveția                    | Salomé Kora, Sarah Atcho-Jaquier, Léonie Pointet, Mujinga Kambundji             | 0,133            | 42,38 | C, SB |
| 4   | 5      | Australia                  | Ella Connolly, Bree Masters, Kristie Edwards, Torrie Lewis                      | 0,153            | 42,75 |       |
| 5   | 8      | Polonia                    | Magdalena Niemczyk, Krystsina Tsimanouskaya, Magdalena Stefanowicz, Ewa Swoboda | 0,156            | 42,86 |       |
| 6   | 4      | Italia                     | Zaynab Dosso, Dalia Kaddari, Irene Siragusa, Arianna De Masi                    | 0,159            | 43,03 |       |
|     | 3      | Belgia                     | Rani Vincke, Rani Rosius, Elise Mehuys, Delphine Nkansa                         | 0,137            | DS    |       |
|     | 9      | Coasta de Fildeș           | Murielle Ahouré-Demps, Jessika Gbai, Maboundou Koné, Marie Josée Ta Lou-Smith   | 0,153            | DS    |       |

#### Seria 2
| Loc | Culoar | Țară               | Atleți                                                                    | Reacție la start | Timp  | Note  |
| --- | ------ | ------------------ | ------------------------------------------------------------------------- | ---------------- | ----- | ----- |
| 1   | 7      | Marea Britanie     | Bianca Williams, Imani Lansiquot, Amy Hunt, Desiree Henry                 | 0,173            | 42,03 | C     |
| 2   | 6      | Franța             | Orlann Oliere, Gémima Joseph, Hélène Parisot, Chloé Galet                 | 0,163            | 42,13 | C     |
| 3   | 9      | Jamaica            | Alana Reid, Kemba Nelson, Shashalee Forbes, Tia Clayton                   | 0,164            | 42,35 | C, SB |
| 4   | 8      | Canada             | Sade McCreath, Jacqueline Madogo, Marie-Éloïse Leclair, Audrey Leduc      | 0,140            | 42,50 | c, RN |
| 5   | 5      | Olanda             | Isabel van den Berg, Marije van Hunenstijn, Minke Bisschops, Tasa Jiya    | 0,157            | 42,64 | c     |
| 6   | 4      | Nigeria            | Justina Tiana Eyakpobeyan, Favour Ofili, Rosemary Chukwuma, Tima Godbless | 0,168            | 42,70 | SB    |
| 7   | 3      | Spania             | Sonia Molina-Prados, Jaël Bestué, Paula Sevilla, María Isabel Pérez       | 0,183            | 42,77 | SB    |
| 8   | 2      | Trinidad și Tobago | Akilah Lewis, Sole Frederick, Sanaa Frederick, Leah Bertrand              | 0,156            | 43,99 |       |

### Finala
| Loc | Culoar | Țară                       | Atleți                                                                    | Reacție la start | Timp  | Note |
| --- | ------ | -------------------------- | ------------------------------------------------------------------------- | ---------------- | ----- | ---- |
| 1   | 5      | Statele Unite ale Americii | Melissa Jefferson, Twanisha Terry, Gabrielle Thomas, Sha'Carri Richardson | 0,155            | 41,78 | SB   |
| 2   | 8      | Marea Britanie             | Dina Asher-Smith, Imani-Lara Lansiquot, Amy Hunt, Daryll Neita            | 0,177            | 41,85 |      |
| 3   | 7      | Germania                   | Alexandra Burghardt, Lisa Mayer, Gina Lückenkemper, Rebekka Haase         | 0,166            | 41,97 | SB   |
| 4   | 6      | Franța                     | Orlann Oliere, Gémima Joseph, Hélène Parisot, Chloé Galet                 | 0,156            | 42,23 |      |
| 5   | 4      | Jamaica                    | Alana Reid, Kemba Nelson, Shashalee Forbes, Tia Clayton                   | 0,143            | 42,29 | SB   |
| 6   | 3      | Canada                     | Sade McCreath, Jacqueline Madogo, Marie-Éloïse Leclair, Audrey Leduc      | 0,129            | 42,69 |      |
| 7   | 2      | Olanda                     | Isabel van den Berg, Marije van Hunenstijn, Minke Bisschops, Tasa Jiya    | 0,144            | 42,74 |      |
|     | 9      | Elveția                    |                                                                           | 0,134            | DS    |      |